# Fusilamiento

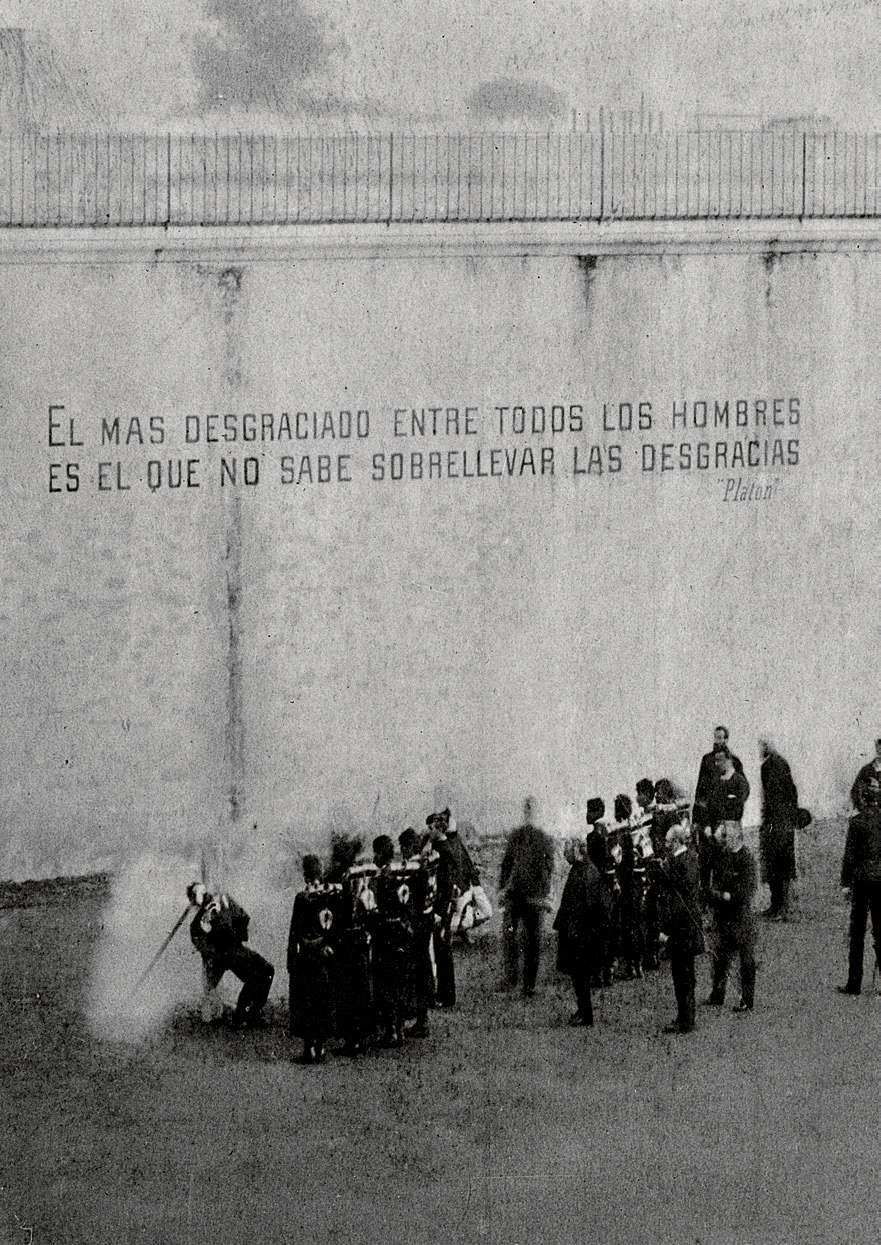
Fusilamiento de dos criminales sentenciados en una cárcel de Uruguay, 1892. En el muro de la prisión puede leerse una cita atribuida a Platón: «El más desgraciado entre todos los hombres es aquel que no sabe sobrellevar las desgracias».

El fusilamiento es la forma de aplicación de la pena capital en la que al condenado se le ejecuta mediante una descarga de disparos por arma de fuego en manos de un pelotón de fusileros. Es un medio de matar legalmente reconocido durante siglos, especialmente en los delitos que deben ser juzgados por la justicia militar. Es muy común por tanto en tiempos de guerra, como forma de ejecución sumaria. Una de las particularidades del fusilamiento es que las ejecuciones pueden realizarse contra un grupo de personas, dando lugar a escenas como la de los fusilamientos tras el levantamiento del dos de mayo en Madrid.
En algunos casos, se suele cargar algunas de las armas con salvas. De este modo, se crea un efecto de difusión de la responsabilidad entre los miembros del pelotón, que pueden pensar que el suyo no fue un disparo fatal. Si bien un tirador experto es capaz de saber cuándo un arma está cargada con salvas, debido al retroceso que experimenta, es habitual que psicológicamente se tienda a no prestar atención a dicho detalle para con posterioridad recordar el retroceso como de una salva.
La ejecución por fusilamiento ha de considerarse diferente a otros modos de ejecución por arma de fuego, como el disparo en la cabeza. Sin embargo, el tiro de gracia suele darse en los fusilamientos, en especial si la descarga de fusil no ha sido inmediatamente fatal.

## Cartucho vacío

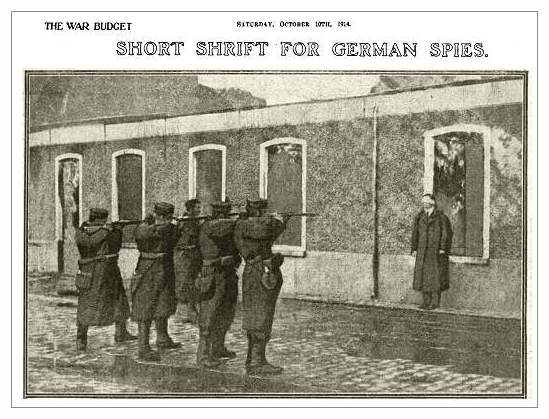
Un pelotón de fusilamiento en la Primera Guerra Mundial.

En algunos casos, a uno o más miembros del pelotón de fusilamiento se les puede entregar un arma que contenga un cartucho de fogueo. A ningún miembro del pelotón de fusilamiento se le informa de antemano si está usando munición real. Se cree que esto refuerza el sentido de difusión de la responsabilidad entre los miembros del pelotón de fusilamiento. Esta difusión de responsabilidad hace que el proceso de ejecución sea más fiable porque es más probable que los miembros apunten a matar si no se les culpa del todo por ello, o si existe la posibilidad de que no hayan hecho el disparo letal. También permite a cada miembro del pelotón de fusilamiento creer después que no ha hecho personalmente un disparo mortal - por esta razón, a veces se denomina "ronda de conciencia".
Según Pte. W. A. Quinton, que sirvió en el ejército británico durante la Primera Guerra Mundial y tuvo la experiencia de servir en un pelotón de fusilamiento en octubre de 1915, él y 11 colegas fueron relevados de toda munición viva y de sus propios rifles antes de que se les entregaran armas de reemplazo. El pelotón de fusilamiento recibió un breve discurso de un oficial antes de disparar una salva al condenado. Dijo sobre el episodio: «Tuve la satisfacción de saber que tan pronto como disparé, la ausencia de retroceso [indicaba] que simplemente había disparado un cartucho de fogueo».
En tiempos más recientes, como en la ejecución de Ronnie Lee Gardner en el estado americano de Utah en 2010, se puede dar a un tirador un cartucho «falso» que contiene una bala de cera en lugar de una bala de plomo, lo que proporciona un retroceso más realista.

## Significado militar del fusilamiento

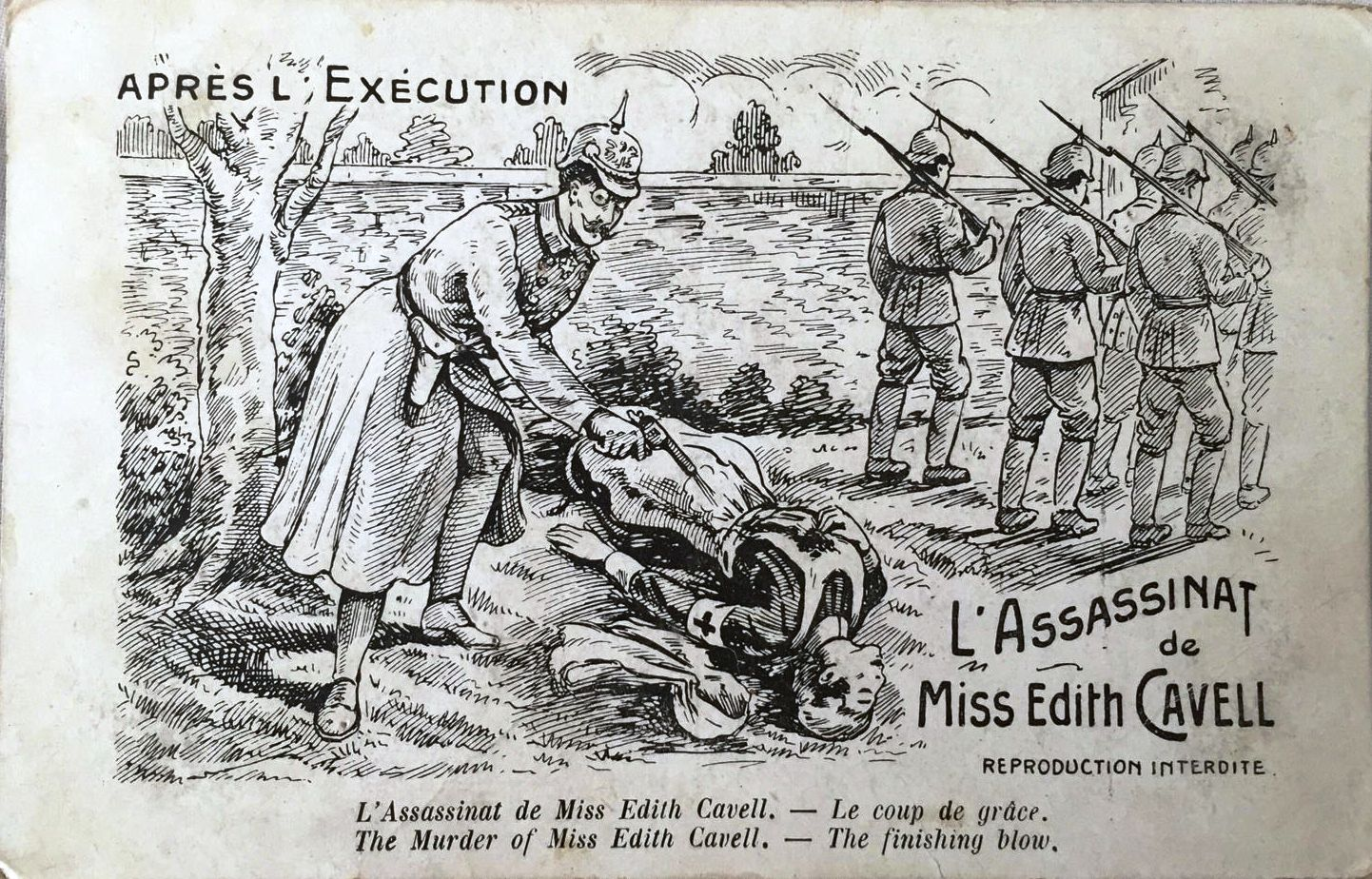
El tiro de gracia en un dibujo del fusilamiento de Edith Cavell en 1915.

El fusilamiento es el castigo supremo empleado por los tribunales militares para delitos como la cobardía, la deserción, el espionaje, el asesinato, el motín o la traición.
Si el recluso condenado es un exoficial que se reconoce que ha demostrado valentía en su carrera pasada, se le puede conceder el privilegio de dar la orden de disparar. Un ejemplo de esto es el mariscal de Francia Michel Ney.
Por el contrario, si el presidiario es encontrado culpable de crímenes que degradan su condición militar, se le puede negar el fusilamiento como método de ejecución y, en su lugar, ser ejecutado empleando el método habitual para el criminal común en la época. Durante la Segunda Guerra Mundial, los soldados condenados por delitos civiles como el asesinato o la violación eran ahorcados, y algunos militares condenados durante los Juicios de Núremberg (como Wilhelm Keitel y Alfred Jodl) fueron ahorcados al ser encontrados culpables de crímenes contra la humanidad.

## Empleo del fusilamiento en genocidio y crímenes contra la humanidad
El fusilamiento en masa ha sido empleado en crímenes contra la humanidad una vez que las armas de fuego permitieron un volumen de fuego suficientemente elevado. De hecho, salvo medios industriales (como cámaras de gas colectivas), se trata del medio de ejecución que puede ser empleado con un número mayor de víctimas.
El fusilamiento como método de crímenes contra la humanidad presenta un problema específico para los ejecutores. En la mayoría de los casos se tiende a emplear soldados o uniformados sin cualidades o entrenamiento específicos, y la exposición de estas personas a asesinatos de esta magnitud tiende a conllevar fortísimas cargas psicológicas que, a su vez, disparan la incidencia de alcoholismo, traumas psicológicos severos o suicidios.

## Fusilamiento por países

### Brasil
La Constitución brasileña de 1988 prohíbe expresamente el uso de la pena capital en tiempos de paz, pero autoriza el uso de la pena de muerte para los crímenes militares cometidos en tiempos de guerra. La guerra debe declararse formalmente, de conformidad con el derecho internacional y el artículo 84, inciso 19 de la Constitución Federal, con la debida autorización del Congreso brasileño. El Código de Derecho Penal Militar del Brasil, en su capítulo relativo a los delitos en tiempo de guerra, especifica los delitos que están sujetos a la pena de muerte. La pena de muerte nunca es la única sentencia posible para un delito, y la pena debe ser impuesta por el sistema de tribunales militares. Según las normas del Código de Procedimiento Penal Militar del Brasil, la pena de muerte se ejecuta por fusilamiento.
Aunque Brasil todavía permite el uso de la pena capital durante la guerra, ningún convicto fue realmente ejecutado durante el último conflicto militar de Brasil, la Segunda Guerra Mundial. El personal militar condenado a muerte durante la Segunda Guerra Mundial vio reducidas sus sentencias por el presidente de la República.

### Chile
Tras el derrocamiento por los militares del gobierno de Salvador Allende en 1973, el dictador chileno Augusto Pinochet inició una serie de simulacros de juicios de guerra contra los comunistas en todo el país. Durante los primeros meses del golpe, cientos de chilenos fueron asesinados por pelotones de fusilamiento y ejecuciones sumarias.

### Cuba

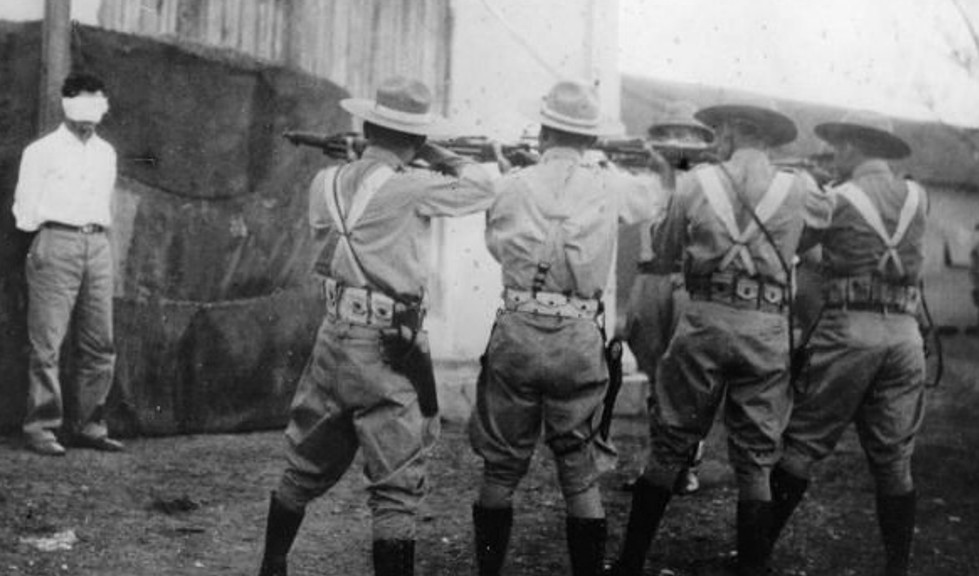
Soldados de Fulgencio Batista ejecutan a José Castillo Puentes, acusado de asesinar al teniente Juan Álvarez en 1935.

Cuba, como parte de su sistema penal, sigue utilizando la muerte por fusilamiento, aunque la última ejecución registrada fue en 2003. Durante los meses posteriores al triunfo de la revolución cubana en 1959, soldados del gobierno de Fulgencio Batista y opositores políticos a la revolución cubana fueron fusilados.
En enero de 1992 un exiliado cubano condenado por «terrorismo, sabotaje y propaganda enemiga» fue ajusticiado mediante fusilamiento. El Consejo de Estado de Cuba señaló que la pena servía como elemento disuasorio y declaró que la pena de muerte «cumple un objetivo de prevención general, especialmente cuando se trata de impedir que se repitan acciones tan repugnantes, de disuadir a otros y así evitar que se pongan en peligro vidas humanas inocentes en el futuro».

### España

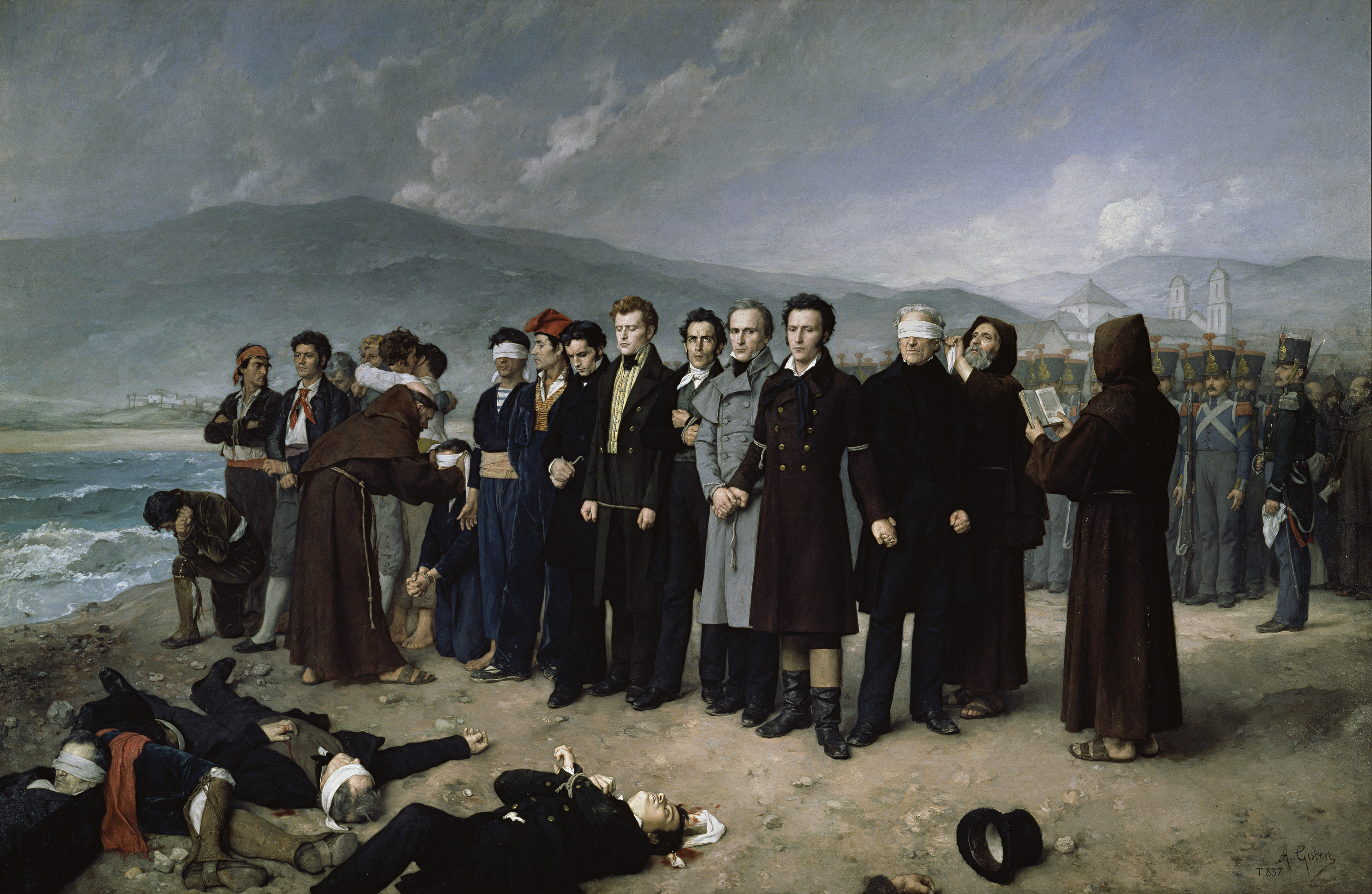
Fusilamiento de Torrijos en la playa de San Andrés (Málaga) por Antonio Gisbert Pérez, en 1888 (Museo del Prado).

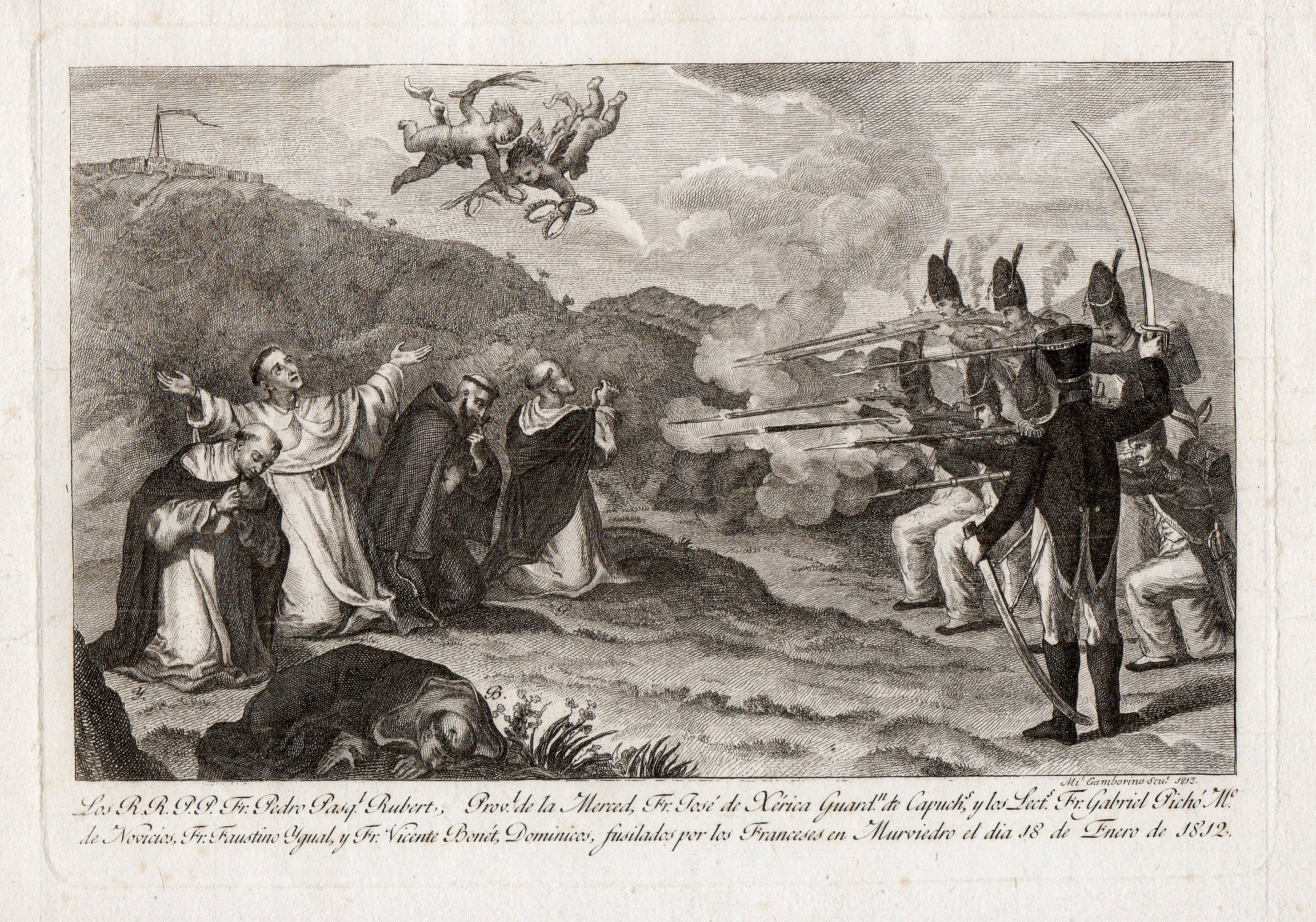
Los cinco religiosos fusilados en Murviedro, grabado de Miguel Gamborino, Biblioteca Nacional de España. La obra muestra el fusilamiento de 5 religiosos que tuvo lugar en Sagunto en 1812, durante la Invasión francesa de España (1809-1814).

Desde el restablecimiento de la democracia, la nueva constitución española prohíbe la pena de muerte. Anteriormente, la ejecución por fusilamiento quedó reservada a los casos de jurisdicción castrense. Como en el resto de Europa, la pena de muerte ordenada por un tribunal civil se llevaba a cabo por otros métodos netamente diferenciados del fusilamiento. En tiempos modernos, principalmente por horca o por garrote vil
Durante la reconquista de Hispanoamérica, fueron fusilados varios próceres de la independencia de los antiguos virreinatos de América entre ellos está el fusilamiento de Camilo Torres Tenorio, Antonio Baraya, Antonio Villavicencio, José María Carbonell, Francisco José de Caldas, Jorge Tadeo Lozano, Policarpa Salavarrieta, María Antonia Santos, José María Morelos, Mariano Matamoros, etc.

#### Fusilamientos sin juicio en España
En la época de la guerra civil española  era muy común la frase «¡Al paredón!» para expresar la amenaza de muerte a quien se atribuyen ciertas culpas de ser ejecutado sumariamente. «Dar el paseo» o «llevar al paredón» a alguien significa «fusilarlo».
Indalecio Prieto definiría en 1961 en Cartas a un escultor estos fusilamientos como:

Ejecuciones sin sumario que se prodigaron en las dos zonas de España y que nos deshonraron por igual a los españoles de uno y otro bando.
Indalecio Prieto, 1961

### Estados Unidos
Tras la suspensión de la pena de muerte por parte del Tribunal Supremo de los Estados Unidos en 1972, el primer reo ejecutado -Gary Gilmore- lo fue por fusilamiento, el 17 de enero de 1977. La ejecución por fusilamiento está vigente en los estados de Idaho y Oklahoma. En 2015 Utah volvió a autorizar el pelotón de fusilamiento para todos los reclusos en el caso de que la inyección letal no esté disponible.
Los reos condenados a muerte en el estado de Utah antes de 2004 pueden escoger entre la inyección letal y el pelotón de fusilamiento, los condenados después de esa fecha serán ejecutados mediante inyección letal pero si la inyección no está disponible también pueden ser fusilados.
La costumbre es que los miembros del pelotón se elijan entre los voluntarios que se presenten, con preferencia aquellos voluntarios que procedan del condado en el cual se cometió el delito. La ejecución tiene lugar en una cámara en semioscuridad especialmente habilitada en la cárcel. En un extremo de la misma, se sitúa una silla a la cual se inmoviliza al reo, el cual está encapuchado, mediante correas. La silla dispone de una estructura en su parte posterior y laterales para impedir el rebote de las balas, y está dotada de un sistema para recoger la sangre y fluidos corporales del condenado. El pelotón se sitúa detrás de una barrera a 6 metros de distancia, apuntando a un triángulo fosforescente situado en el pecho del condenado con rifles de cerrojo del calibre 7.62 (308 Winchester) con un cartucho cada uno. Si bien la tradición exige que uno de los rifles esté cargado con salvas, en el caso de la ejecución de Gary Gilmore su hermano Mikal contó cinco orificios de bala en su pecho tras los disparos. Sobre el proceso y la ejecución de Gary Gilmore se rodó una película: "La canción del verdugo".

### México
Durante la guerra de la Independencia de México, varios generales independentistas (como Miguel Hidalgo y Costilla y José María Morelos) fueron ajusticiados por pelotones de fusilamiento, como se acostumbraba en el ejército con los delitos de rebelión. Asimismo, los emperadores Agustín de Iturbide, y Maximiliano de Habsburgo junto a varios de sus generales fueron ejecutados en el Cerro de las Campanas en Querétaro después de que los juaristas tomaran el control de México en 1867. Manet inmortalizó la ejecución en un cuadro ahora famoso: La ejecución del emperador Maximiliano; pintó al menos tres versiones.
La ejecución por fusilamiento era la forma más común de llevar a cabo una sentencia de muerte en México, especialmente durante la revolución mexicana y la Guerra Cristera. Un ejemplo de ello es el intento de ejecución de Wenseslao Moguel, quien sobrevivió a ser fusilado diez veces -una vez a quemarropa- porque luchó bajo el mando de Pancho Villa. Después de estos hechos, la pena de muerte se redujo a algunos acontecimientos del artículo 22 de la Constitución mexicana; sin embargo, en 1917 se abolió completamente la pena capital.
En 1919 el general Felipe Ángeles fue ejecutado después de ser sometido a consejo de guerra en Chihuahua. No obstante, por el asesinato de Álvaro Obregón el sábado 9 de febrero de 1929, José de León Toral fue ejecutado por un pelotón en la Penitenciaría de Lecumberri.

### Venezuela

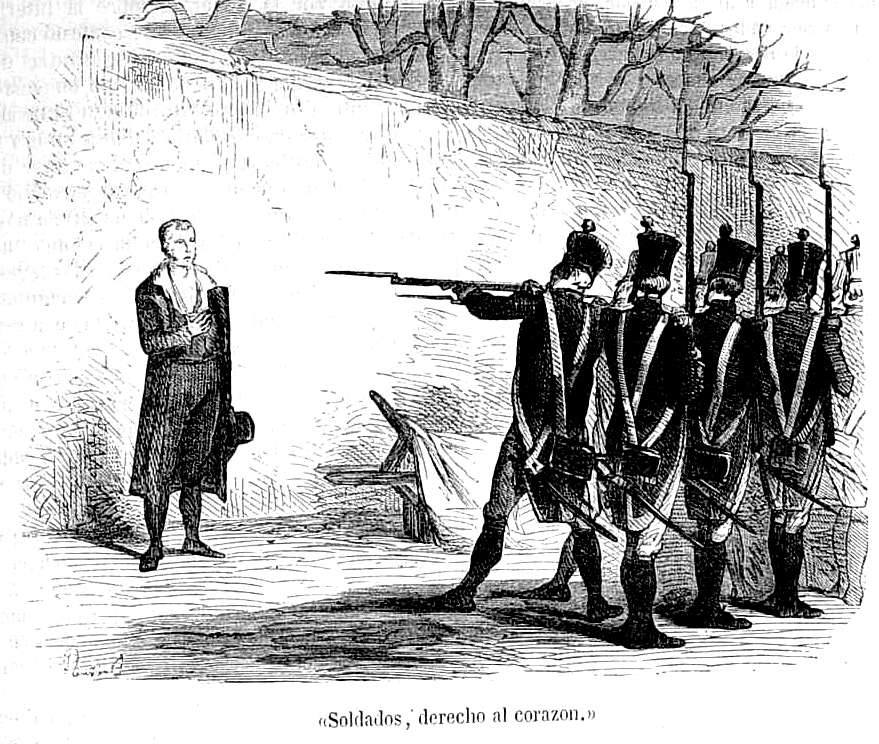
Fusilamiento de Manuel Piar.

En Venezuela se practicó el fusilamiento desde el Virreinato, ordinariamente los acusados de alguna fechoría —casi siempre de gravedad— eran fusilados por las autoridades oficiales. El  libertador caraqueño Simón Bolívar habitualmente ordenaba fusilamientos de militares que no cumplían con su deber o que se sospechara que tuvieran alguna conexión con los realistas españoles en la guerra de Independencia. En 1817 el general Manuel Piar fue fusilado.  
Sólo tres fusilamientos políticos se conocieron después de la independencia a lo largo de la historia venezolana: el de Matías Salazar, en 1872; el de Antonio Paredes, en 1907; y el de Tomás Funes, 1921. En 1864 fue abolida la pena de muerte en los Estados Unidos de Venezuela por ende este famoso método fue erradicado en el país, convirtiéndose Venezuela en el primer país del mundo en abolir la pena de muerte.